# Fekete Sándor (bányamérnök)
Dr. Fekete Sándor (Makó, 1916. június 6. – Budapest, 1973. április 11.) magyar bányamérnök, a műszaki tudományok kandidátusa (1968), a Bányászati Kutató Intézet főosztályvezetője.

## Életpályája
1940-ben diplomázott a József Nádor Műszaki és Gazdaságtudományi Egyetem Bánya- és Kohómérnöki Karán Sopronban. Eleinte Aknaszlatina sóbányájában, majd Tótosbánya ércbányájában és Nagybánya aranyérc-feldolgozójában dolgozott. 1944-től Brennbergbányán, 1948-tól Oroszlányban és Tatabányán tevékenykedett. 1957–1964 között az Úrkúti Mangánércbányának főmérnöke volt. 1964–1973 között a Bányászati Kutató Intézet ásványelőkészítő és vegyészeti főosztályát irányította.
Temetése a Farkasréti temetőben volt.

## Családja
Szülei Fekete Sándor és Cserny Margit voltak. Felesége Koós Sarolta volt. Egy lányuk született: Fekete Ildikó.

## Művei
- Az ércbányászat tervezési sajátosságai (Budapest, 1954)